# Pantoporia davidsoni
Pantoporia davidsoni är en fjärilsart som beskrevs av John Nevill Eliot 1969. Pantoporia davidsoni ingår i släktet Pantoporia och familjen praktfjärilar. Inga underarter finns listade i Catalogue of Life.